# Paranerita peninsulata
Paranerita peninsulata là một loài bướm đêm thuộc phân họ Arctiinae, họ Erebidae.